# FA Cup 1992-93
La FA Cup 1992-93 fue la 112.ª edición de la FA Cup, también conocida como The Football Association Challenge Cup. El campeón fue el Arsenal, que venció al Sheffield Wednesday por 2-1 en el replay después de empatar 1-1 en la final en el antiguo estadio de Wembley. Los goles fueron anotados por Ian Wright y Andy Linighan, que anotó en el minuto 119. Esta fue la última final de la FA Cup que se decidió por desempate antes de que se abolieran las desempates finales en 1999.

## Primera ronda
El Birmingham City y Peterborough United de la Football League First Division entraron en esta ronda junto con todos los equipos de la Segunda y Tercera División más tres clubes no pertenecientes a la liga que recibieron pases directos a esta ronda: Witton Albion, Wycombe Wanderers y Woking. El Maidstone United fue incluido a pesar de que el equipo se retiró de la Tercera División antes del inicio de la temporada, mientras que el Accrington Stanley aparecía en esta etapa por primera vez desde la renuncia de ese club a mitad de temporada de la liga en 1962. Los partidos de la primera ronda se jugaron el fin de semana que comenzó el 14 de noviembre de 1992.
| N.º    | Local                  | Resultado    | Visitante              |
| ------ | ---------------------- | ------------ | ---------------------- |
| 1      | Blackpool              | 1-1          | Rochdale               |
| Replay | Rochdale               | 1-0          | Blackpool              |
| 2      | Chester City           | 1-1          | Altrincham             |
| Replay | Altrincham             | 2-0          | Chester City           |
| 3      | Darlington             | 1-2          | Hull City              |
| 4      | AFC Bournemouth        | 0-0          | Barnet                 |
| Replay | Barnet                 | 1-2          | AFC Bournemouth        |
| 5      | Burnley                | 2-1          | Scarborough            |
| 6      | Bury                   | 2-0          | Witton Albion          |
| 7      | Sutton United          | 1-2          | Hereford United        |
| 8      | Marine                 | 4-1          | Halifax Town           |
| 9      | Reading                | 1-0          | Birmingham City        |
| 10     | Woking                 | 3-2          | Nuneaton Town          |
| 11     | Gillingham             | 3-2          | Kettering Town         |
| 12     | Marlow                 | 3-3          | Salisbury City         |
| Replay | Salisbury City         | 2-2 (3:4) p. | Marlow                 |
| 13     | Bolton Wanderers       | 2-1          | Sutton Coldfield Town  |
| 14     | Macclesfield Town      | 0-0          | Chesterfield           |
| Replay | Chesterfield           | 2-2 (2:3) p. | Macclesfield Town      |
| 15     | Crewe Alexandra        | 6-1          | Wrexham                |
| 16     | West Bromwich Albion   | 8-0          | Aylesbury United       |
| 17     | Lincoln City           | 0-0          | Stafford Rangers       |
| Replay | Stafford Rangers       | 2-1          | Lincoln City           |
| 18     | Shrewsbury Town        | 3-1          | Mansfield Town         |
| 19     | Doncaster Rovers       | 1-2          | Hartlepool United      |
| 20     | Wycombe Wanderers      | 3-1          | Merthyr Tydfil         |
| 21     | Northampton Town       | 3-1          | Fulham                 |
| 22     | Brighton & Hove Albion | 2-0          | Hayes                  |
| 23     | Bradford City          | 1-1          | Preston North End      |
| Replay | Preston North End      | 4-5          | Bradford City          |
| 24     | Exeter City            | 1-0          | Kidderminster Harriers |
| 25     | St Albans City         | 1-2          | Cheltenham Town        |
| 26     | Scunthorpe United      | 0-0          | Huddersfield Town      |
| Replay | Huddersfield Town      | 2-1          | Scunthorpe United      |
| 27     | Blyth Spartans         | 1-2          | Southport              |
| 28     | Cardiff City           | 2-3          | Bath City              |
| 29     | Kingstonian            | 1-1          | Peterborough United    |
| Replay | Peterborough United    | 9-1          | Kingstonian            |
| Replay | Peterborough United    | 1-0          | Kingstonian            |
| 30     | Torquay United         | 2-5          | Yeovil Town            |
| 31     | York City              | 1-3          | Stockport County       |
| 32     | Stoke City             | 0-0          | Port Vale              |
| Replay | Port Vale              | 3-1          | Stoke City             |
| 33     | Rotherham United       | 4-0          | Walsall                |
| 34     | Wigan Athletic         | 3-1          | Carlisle United        |
| 35     | Colchester United      | 4-0          | Slough Town            |
| 36     | Swansea City           | w/o          | Maidstone United       |
| 37     | Accrington Stanley     | 3-2          | Gateshead              |
| 38     | Dorking                | 2-3          | Plymouth Argyle        |
| 39     | Solihull Borough       | 2-2          | Rugby Town             |
| Replay | Rugby Town             | 2-1          | Solihull Borough       |
| 40     | Dagenham & Redbridge   | 4-5          | Leyton Orient          |

## Segunda ronda
Los partidos de la segunda ronda se jugaron el fin de semana que comenzó el 5 de diciembre de 1992.
| N.º    | Local                  | Resultado | Visitante              |
| ------ | ---------------------- | --------- | ---------------------- |
| 1      | Bath City              | 2-2       | Northampton Town       |
| Replay | Northampton Town       | 3-0       | Bath City              |
| 2      | Burnley                | 1-1       | Shrewsbury Town        |
| Replay | Shrewsbury Town        | 1-2       | Burnley                |
| 3      | Yeovil Town            | 0-0       | Hereford United        |
| Replay | Hereford United        | 1-2       | Yeovil Town            |
| 4      | Marine                 | 3-2       | Stafford Rangers       |
| 5      | Reading                | 2-1       | Leyton Orient          |
| 6      | Gillingham             | 1-1       | Colchester United      |
| Replay | Colchester United      | 2-3       | Gillingham             |
| 7      | Bolton Wanderers       | 4-1       | Rochdale               |
| 8      | Macclesfield Town      | 0-2       | Stockport County       |
| 9      | Wycombe Wanderers      | 2-2       | West Bromwich Albion   |
| Replay | West Bromwich Albion   | 1-0       | Wycombe Wanderers      |
| 10     | Brighton & Hove Albion | 1-1       | Woking                 |
| Replay | Woking                 | 1-2       | Brighton & Hove Albion |
| 11     | Plymouth Argyle        | 3-2       | Peterborough United    |
| 12     | Bradford City          | 0-2       | Huddersfield Town      |
| 13     | Atrincham              | 1-4       | Port Vale              |
| 14     | Exeter City            | 2-5       | Swansea City           |
| 15     | Cheltenham Town        | 1-1       | AFC Bournemouth        |
| Replay | AFC Bournemouth        | 3-0       | Cheltenham Town        |
| 16     | Rotherham United       | 1-0       | Hull City              |
| 17     | Wigan Athletic         | 0-0       | Bury                   |
| Replay | Bury                   | 1-0       | Wigan Athletic         |
| 18     | Accrington Stanley     | 1-6       | Crewe Alexandra        |
| 19     | Rugby Town             | 0-0       | Marlow                 |
| Replay | Marlow                 | 2-0       | Rugby Town             |
| 20     | Hartlepool United      | 4-0       | Southport              |

## Tercera ronda
En esta ronda participaron equipos de la Premier League y de la First Division (excepto Birmingham y Peterborough). Los partidos de la tercera ronda se jugaron el fin de semana que comenzó el 2 de enero de 1993.
| N.º    | Local                  | Resultado    | Visitante               |
| ------ | ---------------------- | ------------ | ----------------------- |
| 1      | Watford                | 1-4          | Wolverhampton Wanderers |
| 2      | Yeovil Town            | 1-3          | Arsenal                 |
| 3      | Gillingham             | 0-0          | Huddersfield Town       |
| Replay | Huddersfield Town      | 2-1          | Gillingham              |
| 4      | Leicester City         | 0-0          | Barnsley                |
| Replay | Barnsley               | 1-1 (5:4) p. | Leicester City          |
| 5      | Notts County           | 0-2          | Sunderland              |
| 6      | Nottingham Forest      | 2-1          | Southampton             |
| 7      | Blackburn Rovers       | 3-1          | AFC Bournemouth         |
| 8      | Aston Villa            | 1-1          | Bristol Rovers          |
| Replay | Bristol Rovers         | 0-3          | Aston Villa             |
| 9      | Bolton Wanderers       | 2-2          | Liverpool               |
| Replay | Liverpool              | 0-2          | Bolton Wanderers        |
| 10     | Crewe Alexandra        | 3-1          | Marine                  |
| 11     | Middlesbrough          | 2-1          | Chelsea                 |
| 12     | West Bromwich Albion   | 0-2          | West Ham United         |
| 13     | Derby County           | 2-1          | Stockport County        |
| 14     | Luton Town             | 2-0          | Bristol City            |
| 15     | Sheffield United       | 2-2          | Burnley                 |
| Replay | Burnley                | 2-4          | Sheffield United        |
| 16     | Ipswich Town           | 3-1          | Plymouth Argyle         |
| 17     | Newcastle United       | 4-0          | Port Vale               |
| 18     | Marlow                 | 1-5          | Tottenham Hotspur       |
| 19     | Manchester City        | 1-1          | Reading                 |
| Replay | Reading                | 0-4          | Manchester City         |
| 20     | Queens Park Rangers    | 3-0          | Swindon Town            |
| 21     | Brentford              | 0-2          | Grimsby Town            |
| 22     | Northampton Town       | 0-1          | Rotherham United        |
| 23     | Brighton & Hove Albion | 1-0          | Portsmouth              |
| 24     | Manchester United      | 2-0          | Bury                    |
| 25     | Norwich City           | 1-0          | Coventry City           |
| 26     | Oldham Athletic        | 2-2          | Tranmere Rovers         |
| Replay | Tranmere Rovers        | 3-0          | Oldham Athletic         |
| 27     | Wimbledon              | 0-0          | Everton                 |
| Replay | Everton                | 1-2          | Wimbledon               |
| 28     | Southend United        | 1-0          | Milwall                 |
| 29     | Leeds United           | 1-1          | Charlton Athletic       |
| Replay | Charlton Athletic      | 1-3          | Leeds United            |
| 30     | Cambridge United       | 1-2          | Sheffield Wednesday     |
| 31     | Swansea City           | 1-1          | Oxford United           |
| Replay | Oxford United          | 2-2 (4:5) p. | Swansea City            |
| 32     | Hartlepool United      | 1-0          | Crystal Palace          |

## Cuarta ronda
Los partidos de la cuarta ronda se jugaron el fin de semana que comenzó el 23 de enero de 1993.
| N.º    | Local                   | Resultado    | Visitante              |
| ------ | ----------------------- | ------------ | ---------------------- |
| 1      | Nottingham Forest       | 1-1          | Middlesbrough          |
| Replay | Middlesbrough           | 0-3          | Nottingham Forest      |
| 2      | Aston Villa             | 1-1          | Wimbledon              |
| Replay | Wimbledon               | 0-0 (6:5) p. | Aston Villa            |
| 3      | Sheffiled Wednesday     | 1-0          | Sunderland             |
| 4      | Wolverhampton Wanderers | 0-2          | Bolton Wanderers       |
| 5      | Crewe Alexandra         | 0-3          | Blackburn Rovers       |
| 6      | Luton Town              | 1-5          | Derby County           |
| 7      | Sheffield United        | 1-0          | Hartlepool United      |
| 8      | Tranmere Rovers         | 1-2          | Ipswich Town           |
| 9      | Queens Park Rangers     | 1-2          | Manchester City        |
| 10     | Barnsley                | 4-1          | West Ham United        |
| 11     | Manchester United       | 1-0          | Brighton & Hove Albion |
| 12     | Norwich City            | 0-2          | Tottenham Hotspur      |
| 13     | Huddersfield Town       | 1-2          | Southend United        |
| 14     | Arsenal                 | 2-2          | Leeds United           |
| Replay | Leeds United            | 2-3          | Arsenal                |
| 15     | Rotherham United        | 1-1          | Newcastle United       |
| Replay | Newcastle United        | 2-0          | Rotherham United       |
| 16     | Swansea City            | 0-0          | Grimsby Town           |
| Replay | Grismby Town            | 2-0          | Swansea City           |

## Quinta ronda
Los partidos de la quinta ronda se jugaron el fin de semana que comenzó el 13 de febrero de 1993.
| Número | Local               | Resultado | Visitante         |
| ------ | ------------------- | --------- | ----------------- |
| 1      | Blackburn Rovers    | 1-0       | Newcastle United  |
| 2      | Sheffield Wednesday | 2-0       | Southend United   |
| 3      | Derby County        | 3-1       | Bolton Wanderers  |
| 4      | Sheffield United    | 2-1       | Manchester United |
| 5      | Ipswich Town        | 4-0       | Grimsby Town      |
| 6      | Tottenham Hotspur   | 3-2       | Wimbledon         |
| 7      | Manchester City     | 2-0       | Barnsley          |
| 8      | Arsenal             | 2-0       | Nottingham Forest |

## Sexta ronda
Los partidos de la sexta ronda se jugaron el fin de semana que comenzó el 6 de marzo de 1993.
El Blackburn Rovers, aspirante al título de la Premier League, perdió en los penales ante el Sheffield United, que luchaba por evitar el descenso, y puso fin a sus dobles esperanzas, mientras que el Sheffield Wednesday se acercó su segunda final de copa nacional en la misma temporada al derrotar al Derby County.
El Arsenal derrotó al Ipswich Town por 4-2 en Portman Road para acercarse a una segunda final de copa nacional, posiblemente otra contra el Sheffield Wednesday, y a su primer triunfo en la FA Cup desde el año 1979.
El Tottenham Hotspur venció al Manchester City por 4-2 en Maine Road y se clasificó para el derbi del norte de Londres contra el Arsenal en la semifinal. El partido se suspendió durante la segunda mitad cuando se produjo una invasión del campo.
| Número | Local               | Resultado    | Visitante           |
| ------ | ------------------- | ------------ | ------------------- |
| 1      | Blackburn Rovers    | 0-0          | Sheffield United    |
| Replay | Sheffield United    | 2-2 (5:3) p. | Blackburn Rovers    |
| 2      | Derby County        | 3-3          | Sheffield Wednesday |
| Replay | Sheffield Wednesday | 1-0          | Derby County        |
| 3      | Ipswich Town        | 2-4          | Arsenal             |
| 4      | Manchester City     | 2-4          | Tottenham Hotspur   |

## Semifinales
Los partidos de semifinales se jugaron el fin de semana que comenzó el 3 de abril de 1993.
Ambas semifinales fueron derbis: el Sheffield Wednesday y el Sheffield United disputaron el derbi de Steel City (que el Wednesday ganó 2-1) y el Arsenal triunfó 1-0 sobre el Tottenham en el derbi del norte de Londres.
| 3 de abril del 1993 | Sheffield Wednesday     | 2:1 (1:1, 2:1) (t. s.) | Sheffield United | Estadio de Wembley, Londres                               |                                                           |
|                     | Waddle 2' · Bright 108' |                        | 44' Cork         | Asistencia: 75.364 espectadores Árbitro(s): Kelvin Morton | Asistencia: 75.364 espectadores Árbitro(s): Kelvin Morton |

| 4 de abril del 1993 | Arsenal   | 1:0 (0:0) | Tottenham Hotspur | Estadio de Wembley, Londres                            |                                                        |
|                     | Adams 80' | Reporte   |                   | Asistencia: 76.263 espectadores Árbitro(s): Philip Don | Asistencia: 76.263 espectadores Árbitro(s): Philip Don |

## Final
La primera final se celebró el 15 de mayo en el estadio de Wembley y terminó 1-1, tras la prórroga; y en el partido de desempate, jugado el 20 de mayo, el Arsenal se consagró ganando 2-1, también tras la prórroga. Esto convirtió al Arsenal en el primer equipo en ganar la FA Cup y la Copa de la Liga en la misma temporada, apenas unas semanas después de haber vencido al Sheffield Wednesday por 2-1 en la final.
| 15 de mayo de 1993 | Arsenal    | 1:1 (1:0, 1:1) (t. s.) | Sheffield Wednesday | Estadio de Wembley, Londres                               |                                                           |
| 15:00              | Wright 20' |                        | 61' Hirst           | Asistencia: 79.347 espectadores Árbitro(s): Keren Barratt | Asistencia: 79.347 espectadores Árbitro(s): Keren Barratt |

| 1     | POR   | David Seaman     |     |
| 2     | DEF   | Lee Dixon        |     |
| 5     | DEF   | Andy Linighan    |     |
| 6     | DEF   | Tony Adams       |     |
| 3     | DEF   | Nigel Winterburn |     |
| 10    | MED   | Paul Merson      |     |
| 14    | MED   | Paul Davis       |     |
| 17    | MED   | John Jensen      | 90' |
| 11    | MED   | Ray Parlour      |     |
| 7     | DEL   | Kevin Campbell   |     |
| 8     | DEL   | Ian Wright       | 66' |
| D. T. | D. T. | George Graham    |     |

| 1     | POR   | Chris Woods       |      |
| 2     | DEF   | Roland Nilsson    |      |
| 6     | DEF   | Viv Anderson      |      |
| 9     | DEF   | Paul Warhust      |      |
| 3     | DEF   | Nigel Worthington |      |
| 8     | MED   | Chris Waddle      | 85'  |
| 4     | MED   | Carlton Palmer    |      |
| 11    | MED   | John Sheridan     | 112' |
| 15    | MED   | John Harkes       |      |
| 5     | DEL   | David Hirst       |      |
| 10    | DEL   | Mark Bright       |      |
| D. T. | D. T. | Trevor Francis    |      |

| 22 | DEF | David O'Leary | 66' |
| 9  | DEL | Alan Smith    | 90' |

| 14 | MED | Chris Bart-Williams | 85'  |
| 17 | MED | Graham Hyde         | 112' |

| 20' | Ian Wright | 1:0 |

| 61' | David Hirst | 1:1 |

| Principal | Keren Barratt |

| 1     | POR   | David Seaman     |     |
| 2     | DEF   | Lee Dixon        |     |
| 5     | DEF   | Andy Linighan    |     |
| 6     | DEF   | Tony Adams       |     |
| 3     | DEF   | Nigel Winterburn |     |
| 10    | MED   | Paul Merson      |     |
| 14    | MED   | Paul Davis       |     |
| 17    | MED   | John Jensen      | 90' |
| 11    | MED   | Ray Parlour      |     |
| 7     | DEL   | Kevin Campbell   |     |
| 8     | DEL   | Ian Wright       | 66' |
| D. T. | D. T. | George Graham    |     |

| 1     | POR   | Chris Woods       |      |
| 2     | DEF   | Roland Nilsson    |      |
| 6     | DEF   | Viv Anderson      |      |
| 9     | DEF   | Paul Warhust      |      |
| 3     | DEF   | Nigel Worthington |      |
| 8     | MED   | Chris Waddle      | 85'  |
| 4     | MED   | Carlton Palmer    |      |
| 11    | MED   | John Sheridan     | 112' |
| 15    | MED   | John Harkes       |      |
| 5     | DEL   | David Hirst       |      |
| 10    | DEL   | Mark Bright       |      |
| D. T. | D. T. | Trevor Francis    |      |

| 22 | DEF | David O'Leary | 66' |
| 9  | DEL | Alan Smith    | 90' |

| 14 | MED | Chris Bart-Williams | 85'  |
| 17 | MED | Graham Hyde         | 112' |

| 20' | Ian Wright | 1:0 |

| 61' | David Hirst | 1:1 |

| Principal | Keren Barratt |

| 1     | POR   | David Seaman     |     |
| 2     | DEF   | Lee Dixon        |     |
| 5     | DEF   | Andy Linighan    |     |
| 6     | DEF   | Tony Adams       |     |
| 3     | DEF   | Nigel Winterburn |     |
| 10    | MED   | Paul Merson      |     |
| 14    | MED   | Paul Davis       |     |
| 17    | MED   | John Jensen      | 90' |
| 11    | MED   | Ray Parlour      |     |
| 7     | DEL   | Kevin Campbell   |     |
| 8     | DEL   | Ian Wright       | 66' |
| D. T. | D. T. | George Graham    |     |

| 1     | POR   | Chris Woods       |      |
| 2     | DEF   | Roland Nilsson    |      |
| 6     | DEF   | Viv Anderson      |      |
| 9     | DEF   | Paul Warhust      |      |
| 3     | DEF   | Nigel Worthington |      |
| 8     | MED   | Chris Waddle      | 85'  |
| 4     | MED   | Carlton Palmer    |      |
| 11    | MED   | John Sheridan     | 112' |
| 15    | MED   | John Harkes       |      |
| 5     | DEL   | David Hirst       |      |
| 10    | DEL   | Mark Bright       |      |
| D. T. | D. T. | Trevor Francis    |      |

| 22 | DEF | David O'Leary | 66' |
| 9  | DEL | Alan Smith    | 90' |

| 14 | MED | Chris Bart-Williams | 85'  |
| 17 | MED | Graham Hyde         | 112' |

| 20' | Ian Wright | 1:0 |

| 61' | David Hirst | 1:1 |

| Principal | Keren Barratt |

| 1     | POR   | David Seaman     |     |
| 2     | DEF   | Lee Dixon        |     |
| 5     | DEF   | Andy Linighan    |     |
| 6     | DEF   | Tony Adams       |     |
| 3     | DEF   | Nigel Winterburn |     |
| 10    | MED   | Paul Merson      |     |
| 14    | MED   | Paul Davis       |     |
| 17    | MED   | John Jensen      | 90' |
| 11    | MED   | Ray Parlour      |     |
| 7     | DEL   | Kevin Campbell   |     |
| 8     | DEL   | Ian Wright       | 66' |
| D. T. | D. T. | George Graham    |     |

| 1     | POR   | Chris Woods       |      |
| 2     | DEF   | Roland Nilsson    |      |
| 6     | DEF   | Viv Anderson      |      |
| 9     | DEF   | Paul Warhust      |      |
| 3     | DEF   | Nigel Worthington |      |
| 8     | MED   | Chris Waddle      | 85'  |
| 4     | MED   | Carlton Palmer    |      |
| 11    | MED   | John Sheridan     | 112' |
| 15    | MED   | John Harkes       |      |
| 5     | DEL   | David Hirst       |      |
| 10    | DEL   | Mark Bright       |      |
| D. T. | D. T. | Trevor Francis    |      |

| 22 | DEF | David O'Leary | 66' |
| 9  | DEL | Alan Smith    | 90' |

| 14 | MED | Chris Bart-Williams | 85'  |
| 17 | MED | Graham Hyde         | 112' |

| 20' | Ian Wright | 1:0 |

| 61' | David Hirst | 1:1 |

| Principal | Keren Barratt |

### Replay
| 20 de mayo de 1993 | Arsenal                    | 2:1 (1:0, 1:1) | Sheffield Wednesday | Estadio de Wembley, Londres                               |                                                           |
| 20:15              | Wright 34' · Linighan 119' |                | 68' Waddle          | Asistencia: 62.267 espectadores Árbitro(s): Keren Barratt | Asistencia: 62.267 espectadores Árbitro(s): Keren Barratt |

| 1     | POR   | David Seaman     |     |
| 2     | DEF   | Lee Dixon        |     |
| 5     | DEF   | Andy Linighan    |     |
| 6     | DEF   | Tony Adams       |     |
| 3     | DEF   | Nigel Winterburn |     |
| 14    | MED   | Paul Davis       |     |
| 17    | MED   | John Jensen      |     |
| 10    | MED   | Paul Merson      |     |
| 7     | DEL   | Kevin Campbell   |     |
| 8     | DEL   | Ian Wright       |     |
| 9     | DEL   | Alan Smith       | 81' |
| D. T. | D. T. | George Graham    |     |

| 1     | POR   | Chris Woods       |      |
| 2     | DEF   | Roland Nilsson    |      |
| 4     | DEF   | Carlton Palmer    |      |
| 9     | DEF   | Paul Warhust      |      |
| 3     | DEF   | Nigel Worthington | 62'  |
| 8     | MED   | Chris Waddle      | 118' |
| 7     | MED   | Danny Wilson      |      |
| 11    | MED   | John Sheridan     |      |
| 15    | MED   | John Harkes       |      |
| 5     | DEL   | David Hirst       |      |
| 10    | DEL   | Mark Bright       |      |
| D. T. | D. T. | Trevor Francis    |      |

| 22 | DEF | David O'Leary | 81' |

| 14 | MED | Chris Bart-Williams | 62'  |
| 17 | MED | Graham Hyde         | 118' |

| 34' · 119' | Ian Wright Andy Linighan | 1:0 2:1 |

| 68' | Chris Waddle | 1:1 |

| Principal | Keren Barratt |

| 1     | POR   | David Seaman     |     |
| 2     | DEF   | Lee Dixon        |     |
| 5     | DEF   | Andy Linighan    |     |
| 6     | DEF   | Tony Adams       |     |
| 3     | DEF   | Nigel Winterburn |     |
| 14    | MED   | Paul Davis       |     |
| 17    | MED   | John Jensen      |     |
| 10    | MED   | Paul Merson      |     |
| 7     | DEL   | Kevin Campbell   |     |
| 8     | DEL   | Ian Wright       |     |
| 9     | DEL   | Alan Smith       | 81' |
| D. T. | D. T. | George Graham    |     |

| 1     | POR   | Chris Woods       |      |
| 2     | DEF   | Roland Nilsson    |      |
| 4     | DEF   | Carlton Palmer    |      |
| 9     | DEF   | Paul Warhust      |      |
| 3     | DEF   | Nigel Worthington | 62'  |
| 8     | MED   | Chris Waddle      | 118' |
| 7     | MED   | Danny Wilson      |      |
| 11    | MED   | John Sheridan     |      |
| 15    | MED   | John Harkes       |      |
| 5     | DEL   | David Hirst       |      |
| 10    | DEL   | Mark Bright       |      |
| D. T. | D. T. | Trevor Francis    |      |

| 22 | DEF | David O'Leary | 81' |

| 14 | MED | Chris Bart-Williams | 62'  |
| 17 | MED | Graham Hyde         | 118' |

| 34' · 119' | Ian Wright Andy Linighan | 1:0 2:1 |

| 68' | Chris Waddle | 1:1 |

| Principal | Keren Barratt |

| 1     | POR   | David Seaman     |     |
| 2     | DEF   | Lee Dixon        |     |
| 5     | DEF   | Andy Linighan    |     |
| 6     | DEF   | Tony Adams       |     |
| 3     | DEF   | Nigel Winterburn |     |
| 14    | MED   | Paul Davis       |     |
| 17    | MED   | John Jensen      |     |
| 10    | MED   | Paul Merson      |     |
| 7     | DEL   | Kevin Campbell   |     |
| 8     | DEL   | Ian Wright       |     |
| 9     | DEL   | Alan Smith       | 81' |
| D. T. | D. T. | George Graham    |     |

| 1     | POR   | Chris Woods       |      |
| 2     | DEF   | Roland Nilsson    |      |
| 4     | DEF   | Carlton Palmer    |      |
| 9     | DEF   | Paul Warhust      |      |
| 3     | DEF   | Nigel Worthington | 62'  |
| 8     | MED   | Chris Waddle      | 118' |
| 7     | MED   | Danny Wilson      |      |
| 11    | MED   | John Sheridan     |      |
| 15    | MED   | John Harkes       |      |
| 5     | DEL   | David Hirst       |      |
| 10    | DEL   | Mark Bright       |      |
| D. T. | D. T. | Trevor Francis    |      |

| 22 | DEF | David O'Leary | 81' |

| 14 | MED | Chris Bart-Williams | 62'  |
| 17 | MED | Graham Hyde         | 118' |

| 34' · 119' | Ian Wright Andy Linighan | 1:0 2:1 |

| 68' | Chris Waddle | 1:1 |

| Principal | Keren Barratt |

| 1     | POR   | David Seaman     |     |
| 2     | DEF   | Lee Dixon        |     |
| 5     | DEF   | Andy Linighan    |     |
| 6     | DEF   | Tony Adams       |     |
| 3     | DEF   | Nigel Winterburn |     |
| 14    | MED   | Paul Davis       |     |
| 17    | MED   | John Jensen      |     |
| 10    | MED   | Paul Merson      |     |
| 7     | DEL   | Kevin Campbell   |     |
| 8     | DEL   | Ian Wright       |     |
| 9     | DEL   | Alan Smith       | 81' |
| D. T. | D. T. | George Graham    |     |

| 1     | POR   | Chris Woods       |      |
| 2     | DEF   | Roland Nilsson    |      |
| 4     | DEF   | Carlton Palmer    |      |
| 9     | DEF   | Paul Warhust      |      |
| 3     | DEF   | Nigel Worthington | 62'  |
| 8     | MED   | Chris Waddle      | 118' |
| 7     | MED   | Danny Wilson      |      |
| 11    | MED   | John Sheridan     |      |
| 15    | MED   | John Harkes       |      |
| 5     | DEL   | David Hirst       |      |
| 10    | DEL   | Mark Bright       |      |
| D. T. | D. T. | Trevor Francis    |      |

| 22 | DEF | David O'Leary | 81' |

| 14 | MED | Chris Bart-Williams | 62'  |
| 17 | MED | Graham Hyde         | 118' |

| 34' · 119' | Ian Wright Andy Linighan | 1:0 2:1 |

| 68' | Chris Waddle | 1:1 |

| Principal | Keren Barratt |

|                       |
| Campeón               |
| Bandera de Inglaterra |
| Arsenal               |
| 6.º título            |